# Parc naturel de Rogalin
Le parc naturel de Rogalin (en polonais : Rogaliński Park Krajobrazowy) , est un parc naturel de Pologne qui a été créé en 1997.
Couvrant 12 640 hectares, il inclut deux réserves naturelles. Le parc s'étend le long des rives de la Warta et tient son nom du village de Rogalin, célèbre pour son palais et pour son parc qui contient des chênes centenaires.
Environ 2000 chênes se trouvent sur les rives de la Warta : c'est la plus grande réserve de chênes monumentaux d'Europe. Certains troncs atteignent une circonférence allant jusqu'à 9 mètres.

## Galerie d'images

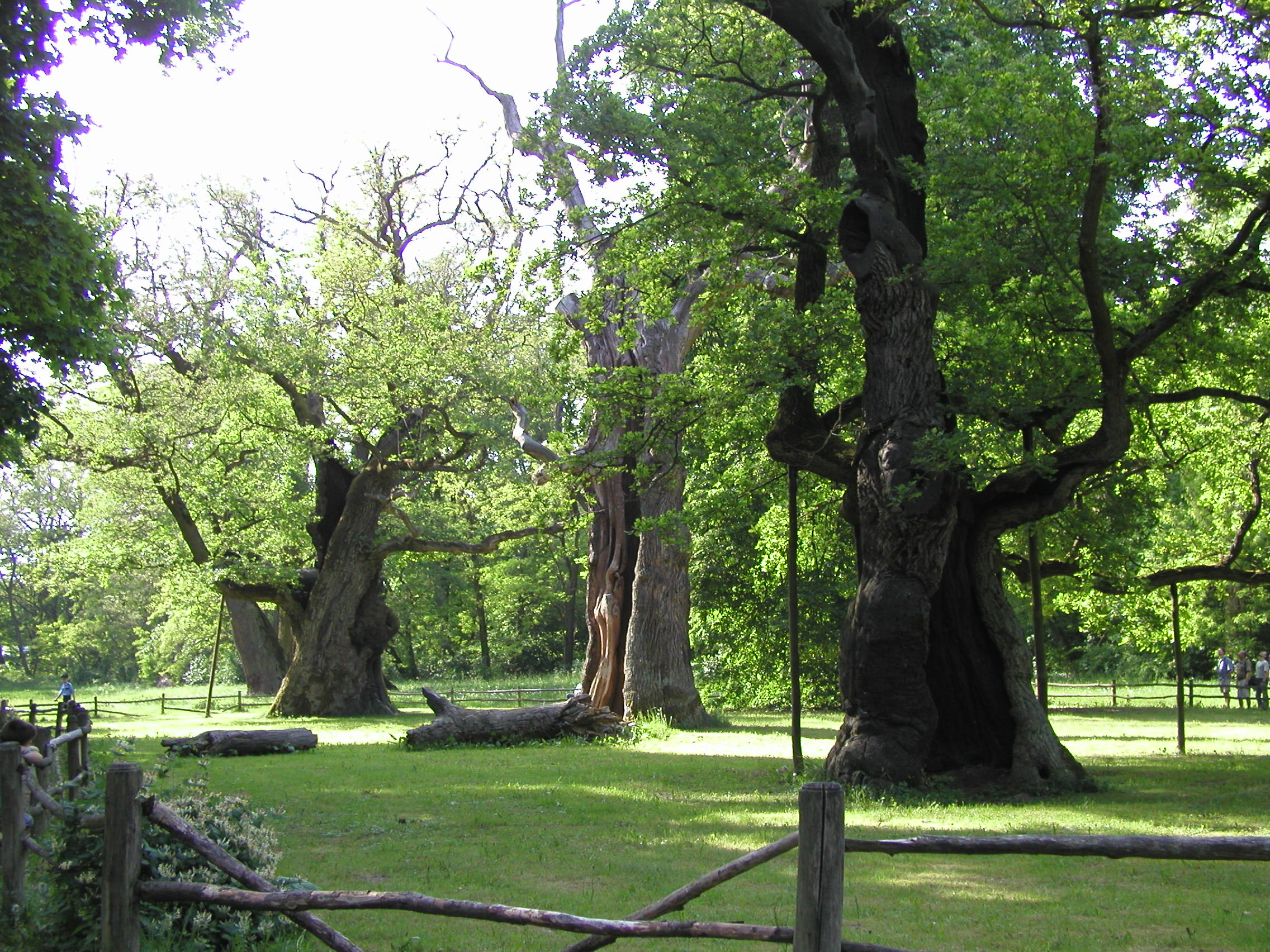
Les chênes du parc du château de Rogalin.
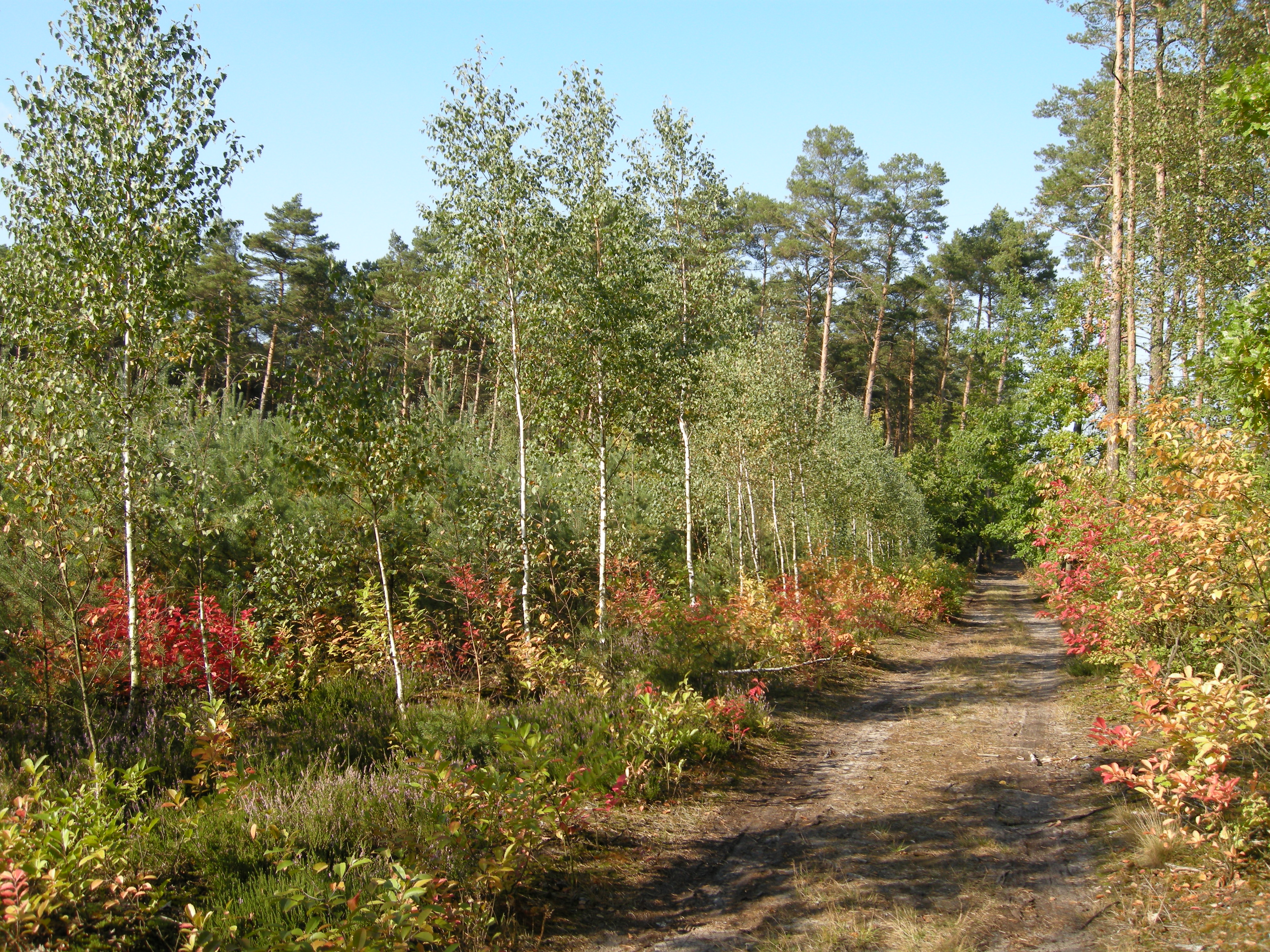
La forêt dans le parc.
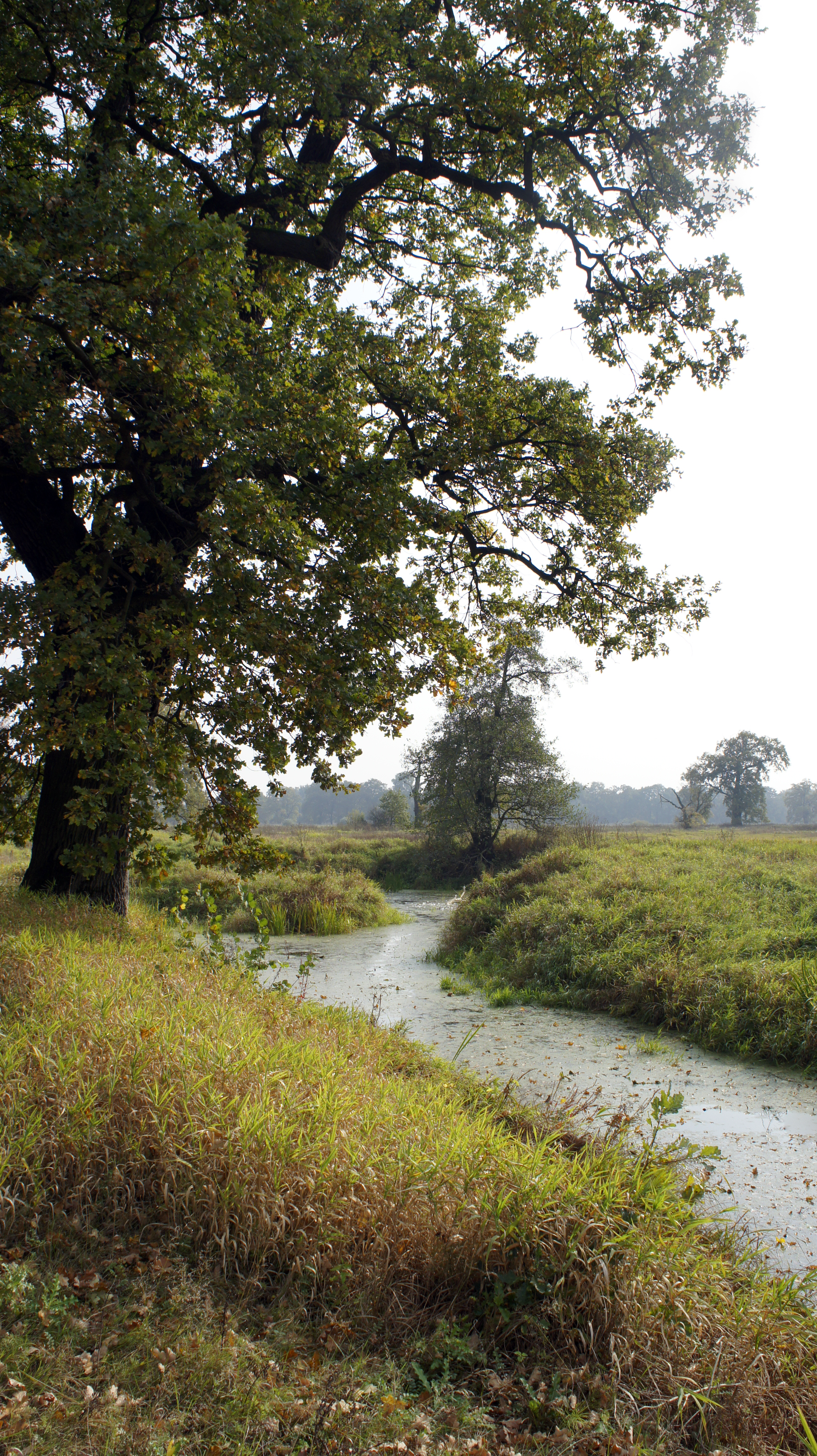
D'autres chênes centenaires.
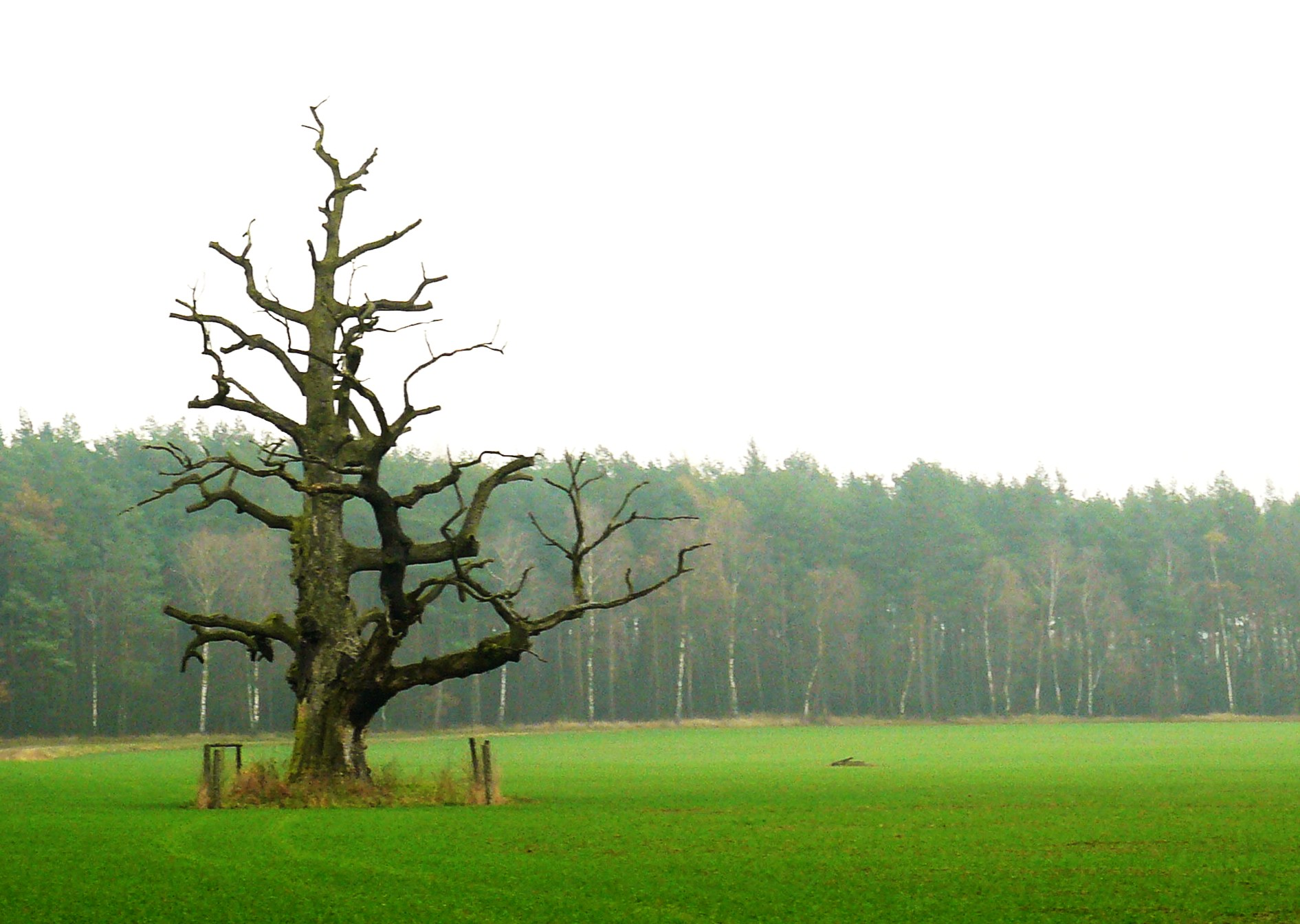
Un chêne centenaire.
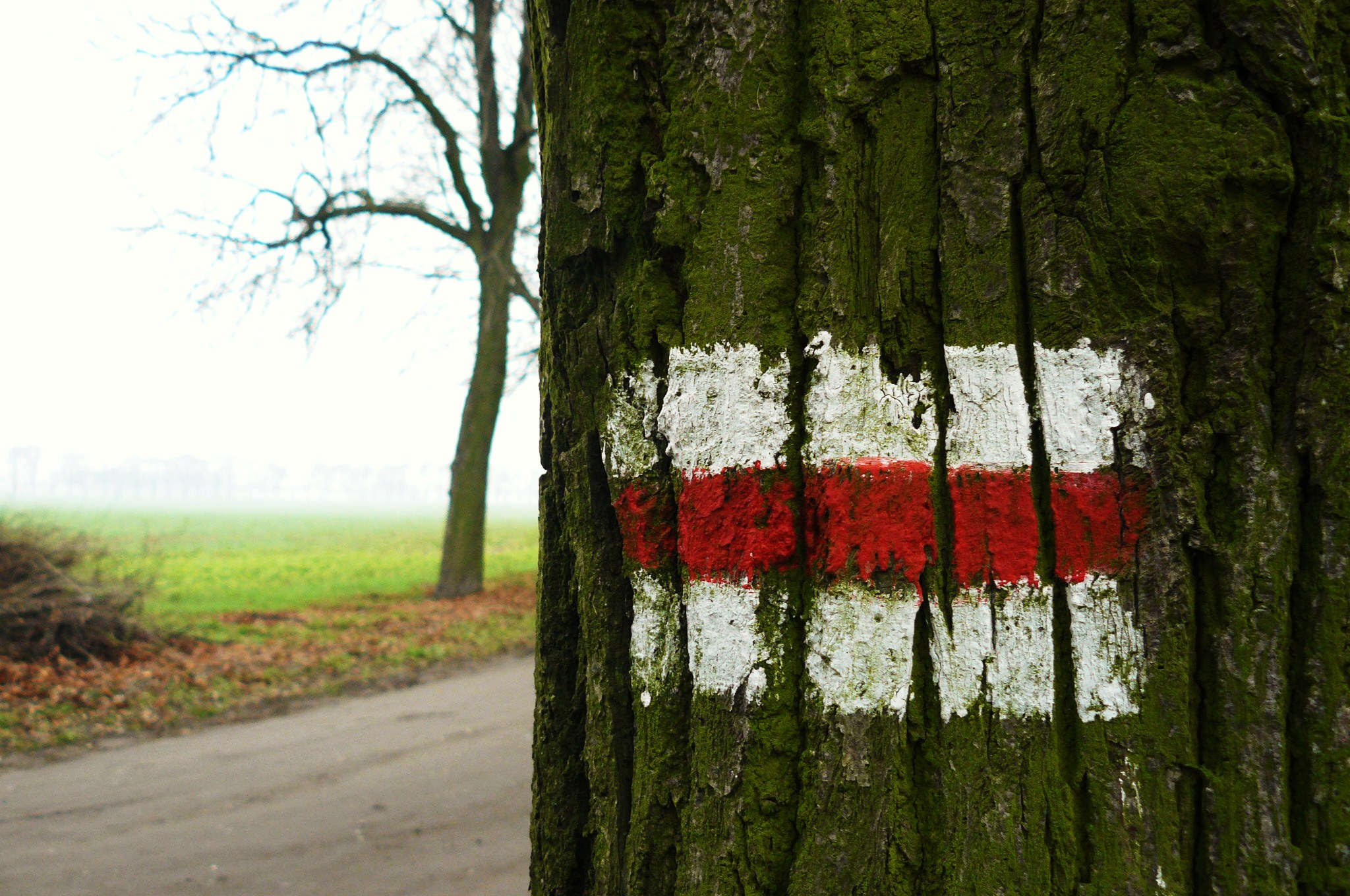
Un circuit de randonnée.
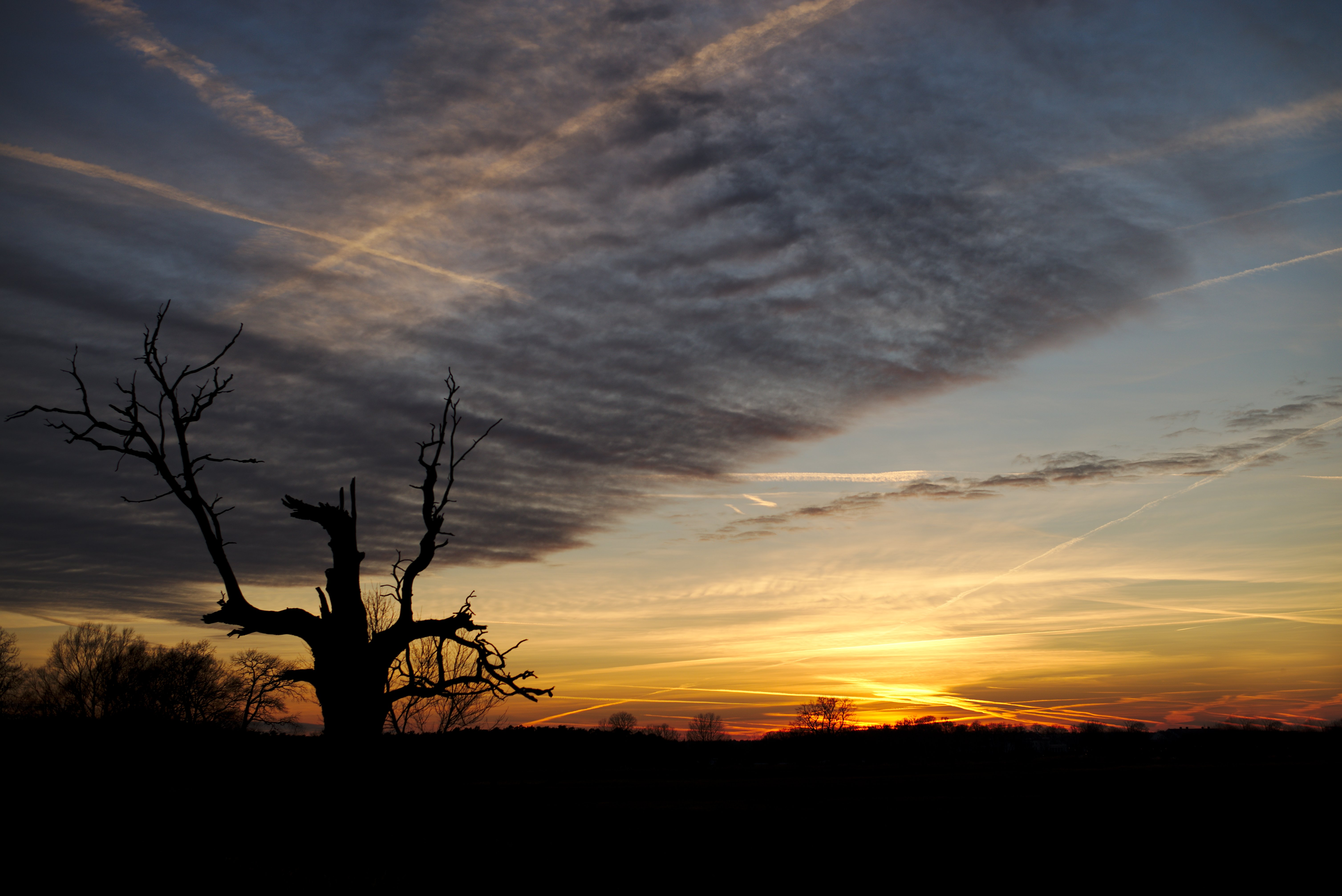
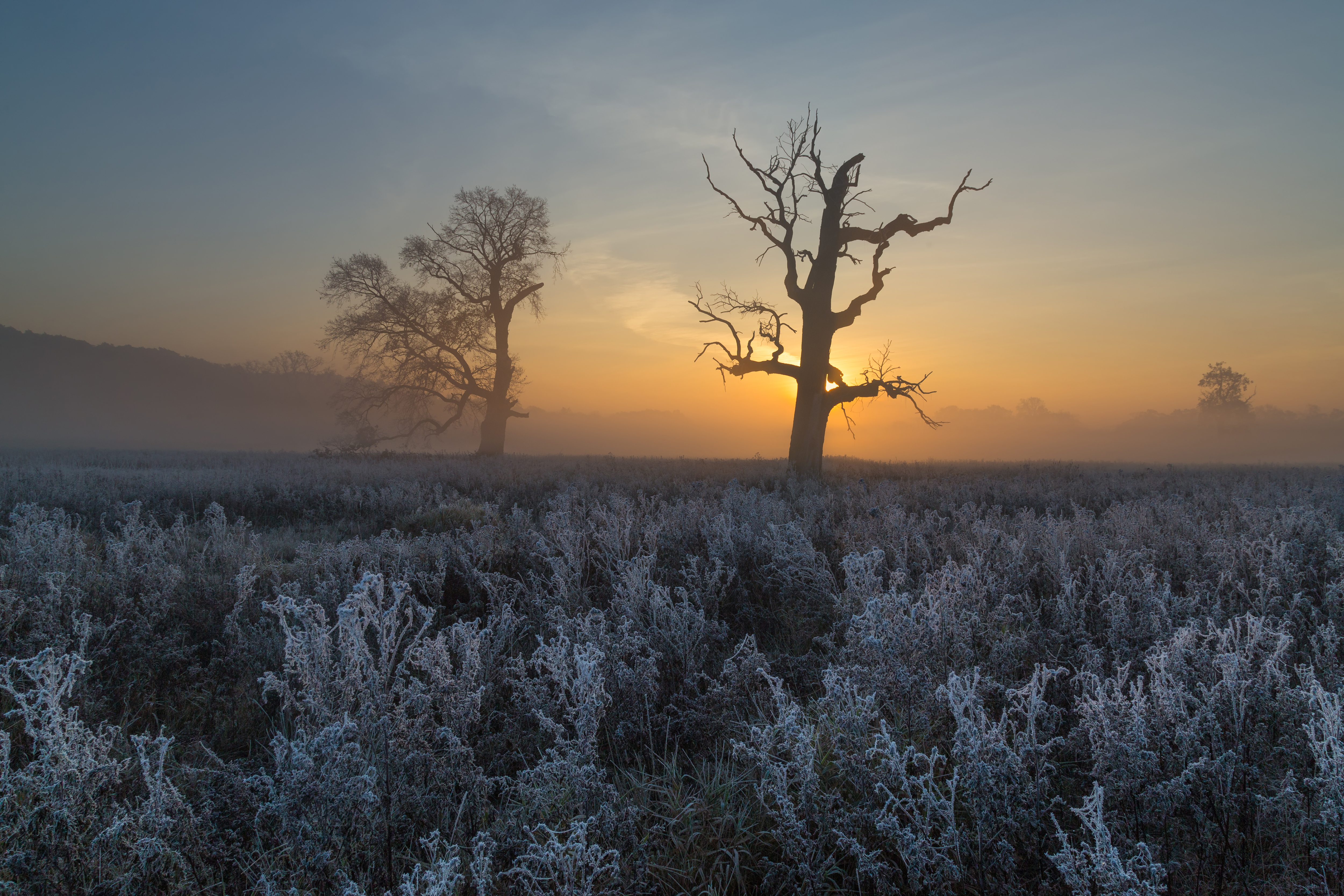